# Aethomys thomasi
Aethomys thomasi é uma espécie de roedor da família Muridae.
Apenas pode ser encontrada em Angola.
Os seus habitats naturais são: matagal árido tropical ou subtropical.